# Let God Sort Em Out
Albums de Clipse
Til the Casket Drops
(2009)
Singles
1. Ace Trumpets
Sortie : 30 mai 2025
2. Chains & Whips
Sortie : 10 juillet 2025

Let God Sort Em Out est le quatrième album studio du groupe de rap américain Clipse, sorti le 11 juillet 2025, en auto-édition et distribué en partenariat avec Roc Nation. Le duo n'avait plus sorti d'album commun depuis Til the Casket Drops, sorti en 2009. Malice avait quitté le groupe l'année suivante et Pusha T avait sorti des projets solo.
Pharrell Williams — collaborateur régulier, producteur et mentor de longue date des Clipse — assure la production exécutive et la composition de tout l'album, après sa séparation avec Chad Hugo, son collaborateur des Neptunes. Il apparaît également en tant qu'invité, aux côtés notamment de John Legend, Kendrick Lamar, Nas, The-Dream, Tyler, The Creator, Lenny Kravitz et Stevie Wonder.

## Enregistrement
Les sessions d'enregistrement de l'album débutent en 2023 et se déroulent en Virginie (les Clipse et Pharrell sont originaires de Virginia Beach) ainsi qu'au siège de Louis Vuitton à Paris (Pharrell est directeur créatif pour la marque). Comme l'a raconté Andre Gee de Rolling Stone, les premières étapes de l'album ont eu lieu après les Grammy Awards 2023, lorsque Pusha T s'est rendu à Miami pour travailler avec Pharrell et Malice, choisissant finalement cinq morceaux. Cependant, l'article de Gee poursuit en utilisant une formulation qui laisse entendre qu'aucun élément enregistré à Miami n'a été retenu pour l'album : « [Malice] a prié avec son ingénieur du son avant chaque séance d'enregistrement en Virginie. (D'autres séances ont eu lieu à Paris avec Pharrell.) ». Frazier Tharpe de GQ précise qu'une majorité de l'album a été enregistrée à Paris. L'album est confirmé comme étant terminé en décembre 2024.

## Singles
Le premier single, Ace Trumpets, sort le 30 mai 2025. La chanson a attiré l'attention des médias pour ses paroles faisant référence à l'ancien patron et partenaire créatif de longue date de Pusha T, Kanye West, interprétées par certains comme dédaignant les explosions publiques de ce dernier. Le titre reçoit de bonnes critiques de la presse spécialisé. Alex Hudson de Exclaim! écrit notamment  « Le beat n'est certainement pas le plus accrocheur de Pharrell, mais le 808 tonitruant déchaîne les passions. Bon sang, bon retour, les gars. » Tom Breihan du site Stereogum écrit quant à lui : « Pusha et Malice ont tous deux un son froid et impérieux. Les vers de Malice sont une véritable leçon de maître ». Dash Lewis de Pitchfork qualifie la chanson de « retour en forme menaçant pour les auteurs de rap à base de coke. Le rythme de Pharrell Williams, avec sa caisse claire en rimshot, sa basse qui creuse la poitrine et son drone de synthé qui sonne comme une sirène de tornade vissée, transmet la même tension rampante qu'il a fournie à Pusha pour It's Almost Dry de 2022. » Une vidéo avec paroles est diffusée dès le 4 juin.
Décrit par les publications comme le deuxième single, le single promotionnel So Be It sort exclusivement sous la forme d'un clip vidéo en noir et blanc réalisé par Hannan Hussain et diffusé sur YouTube et Instagram le 17 juin. La vidéo met en scène les Clipse dans un manoir, avec diverses voitures classiques de luxe sur la propriété. Certains fans et journalistes ont pensé — à tort — que la chanson était un diss song envers Kanye West, en se basant sur les paroles prévisualisées. So Be It reçoit globalement de bonnes critiques,.
Le 10 juillet 2025, les Clipse sortent deux autres chansons de l'album en exclusivité sur Apple Music dans les heures précédant la sortie complète : tout d'abord Chains & Whips, puis So Far Ahead.

## Accueil
Selon l'agrégateur de critiques américain Metacritic, Let God Sort Em Out reçoit une « acclamation universelle », basée sur une note moyenne pondérée de 87 sur 100 provenant de six notes critiques.
Du côté des avis très positifs, Alexis Petridis (en) du Guardian attribue à l'album une note parfaite et le qualifie de « représentation aussi forte que possible du talent et de la puissance des Clipse ». La polyvalence des paroles est également saluée (« Les superbes répliques abondent, du plus glaçant au plus hilarant »), tout comme l'alchimie du duo ; les apparitions d'invités, qui ont été qualifiées de « supérieures » sans voler la vedette ; et la production « inspirée ». Le journaliste conclut en déclarant que c'était l'un des meilleurs albums de l'année. Tom Breihan du site Stereogum partage un sentiment similaire lors de sa critique de l'album qu'il décrit comme possédant « intensité minimale et percutante » qu'il a comparée à celle du deuxième album du duo, Hell Hath No Fury (2006). Côté paroles, il salue également l'alchimie du duo avec les invités — Stove God Cooks et Ab-Liva en particulier — et la présence de Malice, qui « a toujours la force gravitationnelle d'un trou noir. »
Niall Smith du magazine britannique Clash donne à l'album la note de 9/10 et décrit les paroles comme un équilibre entre le style ancien du duo et une introspection sur « la maturité, la perspective et la perte ». Le journaliste estime par ailleurs que l'aspect le plus impressionnant de l'album résidait dans les apparitions d'invités. Même s'il a trouvé que certains refrains de Pharrell étaient « des moments plus perturbants », ils sont largement compensés par la « synergie » des deux frères. Kiana Fitzgerald du site Consequence plébiscite également les invités de l'album et la polyvalence lyrique (« Les frères sont aussi contemplatifs que comiques ») et complimente la production, soulignant notamment le style  âge d'or du hip-hop sur le titre M.T.T.B.T.T.F..
Simon Vozick-Levinson de Rolling Stone donne à Let God Sort Em Out quatre étoiles sur cinq et parle des Clipse comme « le duo le plus percutant du rap » et « des piliers lyriques glacials ». Le chroniqueur se dit « fasciné » par la vulnérabilité émotionnelle plus marquée de l'album que ses précédents, mais a également noté qu'il ressemblait parfois à « un album solo de Pusha de premier ordre, avec plus de couplets de Malice », concluant : « Quelle que soit l'année, Pusha et Malice sont plus riches que vous, plus intelligents que vous, et bien meilleurs que vous ne le serez jamais en rap. Amen. »
Certaines avis sont plus partagés et moins dithyrambiques. Jordan Darville du magazine The Fader qualifie l'album de « démarche audacieuse » et de « projet solide, parfois brillant » avec un noyau émotionnel autour de la foi chrétienne de Malice, louant les instrumentales « grandioses » et les paroles plus introspectives de Clipse que les versions précédentes, tout en estimant que les featurings étaient plus mitigés, critiquant les apparitions de Nas et The-Dream ainsi que les contributions vocales de Pharrell sur All Things Considered, concluant : « L'humanité n'est pas sacrifiée au style sur Let God Sort Em Out ; au lieu de cela, elle est révélée comme sa sœur, parfois brouillonne mais toujours vraie. »
Marko Djurdjić du journal canadien Exclaim! parle d'un album « hostile, paranoïaque et souvent inspirant » et le note sept sur dix, saluant le style général du rap et l'écriture « plus qu'impressionnante », tout en critiquant le flow répétitif et en soulignant quelques morceaux plus faibles. Marko Djurdjić conclut que, même si l'album n'est « pas le classique que beaucoup d'entre nous espérions, [...] Let God Sort Em Out est une réflexion explosive, déjantée et amère sur le hip-hop moderne, par deux des MC les plus créatifs et les plus vicieux du genre. »
Dans une critique plus mitigée, Kyann-Sian Williams de NME attribue à l'album trois étoiles sur cinq. Bien qu'il le décrive comme « élégant dans sa facture, riche en détails » elle regrette qu'il ne soit pas « aussi percutant qu'il le souhaiterait ». La journaliste estime que la production de Pharrell est moins innovante que les précédentes sorties et que les paroles de Malice étaient moralisatrices, mais salue des morceaux exceptionnels. Pour elle, l'album n'est pas pour autant « un échec total : il est composé, réfléchi et souvent d'une précision lyrique impressionnante. Mais après 16 ans, les Clipse ne sont pas revenu frapper aux portes et choquer le monde. Ils sont revenus pour vous rappeler qu'ils sont toujours là, toujours vivants, toujours en train de ruminer. »
Alphonse Pierre du site Pitchfork émet également un avis assez mitigé, avec une note de 1⁄6,5/10. Il décrit un duo « toujours plutôt sympa au micro » mais trouve que la production de Pharrell freine l'album et est ennuyeuse, la qualifiant d'étouffante et basique, malgré des critiques positives sur le titre M.T.B.T.T.F..

## Liste des titres
Toutes les chansons sont écrites et composées par Tous les morceaux sont écrits par Gene Thornton, Terrence Thornton et Pharrell Williams. Les auteurs additionnels sont mentionnés. Tous les morceaux sont produits par Pharrell Williams..
| Let God Sort Em Out track listing | Let God Sort Em Out track listing                           | Let God Sort Em Out track listing | Let God Sort Em Out track listing | Let God Sort Em Out track listing | Let God Sort Em Out track listing | Let God Sort Em Out track listing | Let God Sort Em Out track listing | Let God Sort Em Out track listing | Let God Sort Em Out track listing |
| No                                | Titre                                                       | Auteur                            | Durée                             |                                   |                                   |                                   |                                   |                                   |                                   |
| --------------------------------- | ----------------------------------------------------------- | --------------------------------- | --------------------------------- | --------------------------------- | --------------------------------- | --------------------------------- | --------------------------------- | --------------------------------- | --------------------------------- |
| 1.                                | The Birds Don't Sing (feat. John Legend & Voices of Fire)   | Stevland Morris                   | 4:00                              |                                   |                                   |                                   |                                   |                                   |                                   |
| 2.                                | Chains & Whips (feat. Kendrick Lamar)                       | Kendrick Duckworth                | 4:03                              |                                   |                                   |                                   |                                   |                                   |                                   |
| 3.                                | P.O.V. (feat. Tyler, The Creator)                           | Tyler Okonma                      | 4:18                              |                                   |                                   |                                   |                                   |                                   |                                   |
| 4.                                | So Be It                                                    |                                   | 3:14                              |                                   |                                   |                                   |                                   |                                   |                                   |
| 5.                                | Ace Trumpets                                                |                                   | 2:34                              |                                   |                                   |                                   |                                   |                                   |                                   |
| 6.                                | All Things Considered (feat. The-Dream & Pharrell Williams) | Terius Gesteelde-Diamant          | 3:09                              |                                   |                                   |                                   |                                   |                                   |                                   |
| 7.                                | M.T.B.T.T.F.                                                |                                   | 2:36                              |                                   |                                   |                                   |                                   |                                   |                                   |
| 8.                                | E.B.I.T.D.A. (feat. Pharrell Williams)                      |                                   | 1:59                              |                                   |                                   |                                   |                                   |                                   |                                   |
| 9.                                | F.I.C.O. (feat. Stove God Cooks (en))                       | Aaron Cook                        | 3:21                              |                                   |                                   |                                   |                                   |                                   |                                   |
| 10.                               | Inglorious Bastards (feat. Ab-Liva)                         | Rennard East                      | 2:33                              |                                   |                                   |                                   |                                   |                                   |                                   |
| 11.                               | So Far Ahead (with Pharrell Williams)                       |                                   | 3:22                              |                                   |                                   |                                   |                                   |                                   |                                   |
| 12.                               | Let God Sort Em Out / Chandeliers (feat. Nas)               | Nasir Jones                       | 2:32                              |                                   |                                   |                                   |                                   |                                   |                                   |
| 13.                               | By the Grace of God (feat. Pharrell Williams)               |                                   | 3:06                              |                                   |                                   |                                   |                                   |                                   |                                   |
| 40:47                             |                                                             |                                   |                                   |                                   |                                   |                                   |                                   |                                   |                                   |

Notes
- So Be It Pt. II, remix avec une instrumentale différente, devait initialement apparaître sur l'album[25] et c'était effectivement le cas à sa sortie. Il a été remplacé par l'original So Be It quelques heures plus tard sur les plateformes de streaming[26]Modèle:Better source needed.
- Les pressages physiques de l'album n'incluent aucune version de So Be It, ni l'apparition de Tyler, The Creator sur P.O.V.[27],[28],[29].

## Samples
- So Be It contient un sample de Maza Akool Wa Kad Hemto de Talal Maddah (en)[30].
- Inglorious Bastards contient un sample de Introduction de Jesse Jackson, extrait du concert Wattstax[31].
- P.O.V. reprend des éléments de WHAT a DAY de Tyler, The Creator[31].
- Chains & Whips contient un sample de Take Five by Cherry Wainer & Don Storer[31].
- Let God Sort Em Out/Chandeliers contient un sample de Opening Credits (Main Theme), thème de la série télévisée Sarge (1971) composé par David Shire[31].

## Crédits
Sources : Apple Music et Tidal
| - Clipse: - Malice – chant et rap - Pusha T – chant et rap - John Legend – chant (1) - Kendrick Lamar – chant (2) - Tyler, The Creator – chant (3) - Pharrell Williams – chant (6, 8, 11, 13) - The-Dream – chant (6) - Stove God Cooks – chant (9) - Ab-Liva – chant (10) - Nas – rap (12) - Stevie Wonder (1) - Pharrell Williams (2) - Nigel Brixx Thornton (6) - Susan Carol Lewis (11) - Voices of Fire – chœurs (1, 3, 8, 11, 13) - Larry George – ténor - Alrenzo Albritton – ténor - Jahzeel Mumford – ténor - Lauren Hendrick – soprano - Megan Buhrmann – soprano - T. Alexandria Gray – soprano - Jazmine Canales – alto - Trenise Holloman – alto - Maria Rosado – alto - Colette Williams – alto - Mike Larson – programmation (1–6, 8–13) - Richard Adlam – programmation, claviers (3–4) - Hal Ritson – programmation, claviers (3–4) - Replay Heaven – programmation, claviers (3–4) - Ali Jamieson – programmation, claviers (4) - Brandon Harding – programmation (6) - Stevie Wonder – piano (1) - Larry Gold – cordes (1) - Steve Tirpak – cordes (1) - Emma Kummrow – violon (1) - Charlene Kwas – violon (1) - Natasha Colkett – violon (1) - Blake Espy – violon (1) - Gared Crawford – violon (1) - Ghislaine Fleishman – violon (1) - Jonathan Kim – viola (1) - Yoshihiko Nakano – viola (1) - Glenn Fischbach – violoncelle (1) - Vivian Barton Dozor – violoncelle (1) - Lenny Kravitz – guitare électrique (2) | - Larry Gold – chef d'orchestre (1) - Bishop Ezekiel Williams – directeur de la chorale (1, 3, 8, 11, 13) - Larry George – directeur de la chorale (1, 3, 8, 11, 13) - Pharrell Williams – Réalisateur artistique, compositeur, mixage - Manny Marroquin (en) – ingénieur du son (immersive mixing engineer) - Kevin Madigan – immersive mixing engineer - Mike Larson – ingénieur du son (1–4, 6–13), mixage - Rob Ulsh – ingénieur du son - Jeff Chestek – ingénieur du son (1) - Tim McClain – ingénieur du son (1) - Cristian F. Perez – ingénieur du son (1) - Alex Alvarez – ingénieur du son (2) - Ray Charles Brown Jr. – ingénieur du son (2) - Benjamin Thomas – ingénieur du son (4, 11) - Hart Gunther – ingénieur du son (6) - Brandon Harding – ingénieur du son (6) - Nathaniel Alford – ingénieur du son (7) - Susan Carol Lewis – ingénieur du son (11) - Mark "Exit" Goodchild – ingénieur du son (12) - Jim Parroco – ingénieur du son assistant - Trey Station – ingénieur du son assistant - Anthony J. Vilchis – ingénieur du son assistant - Ramiro Fernandez-Seoane – ingénieur du son assistant - Nagaris Johnson- ingénieur du son assistant - Zach Pereyra – ingénieur mastering |  |